# Scooby-Doo! e WWE - La corsa dei mitici Wrestlers
Scooby-Doo e WWE - La corsa dei mitici Wrestlers (Scooby-Doo! and WWE: Curse of the Speed Demon) è un film del 2016 diretto da Tim Divar, basato sui personaggi di Scooby-Doo e sulle superstar della WWE.
Prodotto dalla Warner Home Video, è stato pubblicato negli Stati Uniti d'America il 9 agosto 2016, mentre in Italia è andato in onda in prima TV su Boomerang il 15 ottobre 2016 e in seguito su Boing. Il film è il secondo crossover tra Scooby-Doo e la WWE, sequel di Scooby-Doo! e il mistero del wrestling uscito nel 2014.
Il film è stato dedicato in memoria di Dusty Rhodes, morto il 10 giugno 2015.

## Trama
Dopo aver aiutato la WWE a risolvere il mistero dell'orso fantasma, la gang di Mystery Inc. è stata invitata ad un nuovo evento della WWE, The Muscle Moto X,  una gara fuoristrada con a guida delle supercar alcune superstar della WWE, con un grande premio in denaro. Scooby-Doo e Shaggy. Molte superstar della WWE sono in gara, inclusa la figlia del presidente della stessa WWE, Stephanie McMahon che gareggia con suo marito Triple H. Scooby e Shaggy, essendo grandi fan del grande Undertaker sono entusiasti di sapere che anche Taker sarà in gara.
Improvvisamente un corridore demone di nome Inferno appare e prima sperona la supercar di Undertaker e Dusty Rhodes per poi infortunare lo stesso Dusty dopo una breve lotta. Shaggy e Scooby cercano di scappare con il cibo dal loro camion, ma prima che possano, il signor McMahon assume la Mystery Inc. per risolvere il mistero. Il signor McMahon vuole che Stephanie si ritiri dalla gara, perché ha paura per la sua incolumità, ma lei rifiuta e decide di continuare a gareggiare. Undertaker è dispiaciuto dal fatto che il suo partner, Dusty Rhodes, si sia infortunato durante la gara a causa di Inferno e che quindi il suo progetto non sarebbe stato realizzabile, ma notando Shaggy e Scooby decide di scegliere loro come suoi nuovi partner sotto i loro soprannomi "Skinny Man" e "Dead Meat". Tuttavia, poiché anche l'auto di Undertaker è stata distrutta durante l'attacco di Inferno, Fred modifica il camion del cibo di Shaggy e Scooby in modo che loro e Undertaker possano comunque gareggiare.
Durante la prima gara, Inferno attacca di nuovo le superstar e a Velma, Daphne e Fred giungono i primi sospetti notando che il signor McMahon non c'è mai quando Inferno attacca. La sera, Scooby e Shaggy vengono inseguiti da Inferno ma fortunatamente vengono salvati da The Miz che faceva jogging da quelle parti. La mattina seguente, Inferno attacca di nuovo e Scooby, Shaggy e The Undertaker quasi cadono da una cascata ma fortunatamente, il trio riesce a scappare. Il giorno seguente, Fred modifica la Mystery Machine quindi Scooby, Shaggy e Undertaker possono gareggiare nella gara finale. Questa volta lui, Daphne e Velma si uniscono a loro tre nella nuova Supercar. Abbastanza sicuro, Inferno attacca ancora una volta e insegue la banda.
Dopo una resa dei conti piena di azione, Inferno viene sconfitto e smascherato per scoprire che inferno era proprio Triple H. e che lui e Stephanie hanno usato il travistimento di inferno per vincere la gara. Stephanie per lo più ha ideato il piano perché era arrabbiata con suo padre per non averla lasciata partecipare alla gara. Il signor McMahon si scusa dicendo che voleva solo che fosse al sicuro, ma permette comunque alla polizia di portare Stephanie e Triple H in prigione. Con Stephanie e Triple H squalificati, Scooby, Shaggy e The Undertaker vincono il premio in denaro per impostazione predefinita, che decidono di condivididere con Dusty, permettendo a quest'ultimo di attuare il suo sogno americano.

## Colonna sonora
La colonna sonora originale del film è stata composta da Ryan Shore .

## Personaggi
Alcuni dei personaggi reali che sono apparsi nel film sono: Sheamus, Goldust, Stardust, Vince McMahon, Stephanie McMahon, Triple H, The Undertaker, Michael Cole, Kofi Kingston, Rusev e altri.